# Hoover Criminals
Gli Hoover Criminals (Hoover Criminals Gang/HCG) sono una banda di strada nata a Los Angeles e diffusasi poi in tutti gli Stati Uniti d'America, specializzata nel narcotraffico globale. Tradizionalmente i membri sono nella maggior parte afroamericani ma sin dall'origine ne hanno fatto parte anche persone di altre etnie.

## Storia
Nascono nei primi anni sessanta nella zona occidentale di South Los Angeles in California. Il nome dovrebbe provenire da quello di una strada, Hoover Street, situata tra la Vermont Avenue e la Figueroa Avenue. Noti inizialmente come Hoover Groovers, nacquero molto prima dei Crips, e saranno i primi a sfidare il loro fondatore, Stanley Tookie Williams. Sebbene le gang avesse degli screzi abbastanza significativi, prima che potesse scoppiare una vera e propria guerra decisero di pacificare la situazione e di unire le forze contro un unico obiettivo, una banda denominata The Figueroa Boys. A proposito dell'accaduto, gli Hoovers, nella metà del 1970 decisero di adottare la parola Crips nel loro nome, dando luogo così alla formazione degli Hoover Crips. Moltissimi set denominati Hoover Crips continuano a controllare molte zone di Los Angeles e dintorni. Nel 1979, uno dei due fondatori dei Crips, cioè Raymond Washington viene colpito da svariati colpi di arma da fuoco, provenienti da un'auto in corsa, morendo sul colpo,  nonostante non avesse più contatto con la sua banda. I primi ad essere incolpati furono gli Hoover Crips, e tutto ciò scatenò  una feroce guerra tra i diversi set, dando luogo a una lunga carneficina. I membri delle due bande ingaggiavano spesso conflitti a fuoco anche in zone pubbliche, portando l'attenzione delle forze dell'ordine su entrambe le gang.  Sebbene gli Hoover affermarono più volte di non essere i responsabili, le guerre continuarono per molti anni. Nel 1980, durante l'epidemia del crack, i set Hoover svolgono una gran parte nello spaccio di stupefacenti, facendo diventare gli Hoover una delle bande con più
controllo del crack e della cocaina. In questo periodo, la banda intraprese attività illegali molto più ampie come rapina a mano armata, furto con scasso e combattimenti illegali tra cani (attività che li renderà seppur negativamente, estremamente noti). Dato ciò, nel 1985 la banda era una delle più temute del South Los Angeles. La violenza della banda portò quest'ultima a guadagnarsi svariati nemici, e verso la metà del 1990 il nome della gang, come di conseguenza numerosissimi set divenne Hoover Criminals Gang (abbreviato spesso in HCG). Nonostante ciò, molti set rimasero fedeli ai Crips mantenendo il nome precedente. La loro brutale violenza portò la gang ad etichettarsi come "ABK" o "EBK", cioè Anybody Killer o Everybody Killer, per esprimere il loro odio contro la stragrande maggioranza delle gang, latine e afroamericane. 
Gli Hoover Criminals sono rivali accesi dei Bloods, oltre che dei Crips. Tra le bande rivali spiccano i Denver Lane Bloods, Crenshaw Mafia Gang, Family Swan Bloods, Harvard Park Brims, e altre. L'odio dei Groovers (termine che viene ancora utilizzato per indicare i membri della banda) si concentrava però maggiormente su alcuni set Crips, come i Raymond Avenue Crips, Rollin 30s Harlem Crips,  Rollin 40s Neighbourhood Crips, Rollin 50s Neighbourhood Crips. Gli Hoover sono inoltre acerrimi nemici con alcune bande di sureños come i Crazy Riders 13. Con l'avvento degli anni 2000, gli Hoover concentrarono il loro odio sui Rollin 60s Neighbourhood Crips e contro i Rollin 90s Neighbourhood Crips, alleandosi con due bande con cui precedentemente erano in rivalità, cioè l'Inglewood Family Gang e gli Eight Tray Gangster Crips. Nasce così, un patto di alleanza denominato Movin', Su-Woopin' & Groovin. L'alleanza però escluderà, negli anni successivi, la presenza dei Gangster Crips, data l'accesa rivalità che in genere c'era tra gli Hoover Criminals e i Gangster Crips (infatti, i Groovers si etichettavano inoltre come "Gangster Killers" come chiaro riferimento di odio ai Gangster Crips). Infatti, solo l'Inglewood Family rimarrà in ottimi rapporti con gli Hoover, mantenendo vivo il patto di alleanza. Poco tempo dopo, un'altra alleanza verrà a formarsi tra i 74 Hoover Criminals e gli Insane Crips, denominata Hoosane Alliance. L'alleanza però non durerà a lungo. Infatti, a quel tempo, i 74 Hoover erano alleati anche con i Main Street Mafia Crips, ma l'uccisione di un giovane membro Hoover da parte di questi ultimi terminerà l'alleanza.  
La banda, vanta un gran numero di set fondati al di fuori di Los Angeles. Tra questi ci sono i 74 Hoover Crips (pronunciato Seven Foe Hoover Crips dai membri) a Seattle, i 43 Hoover Criminals Gang, 92, 52 ( pronunciato Five Deuce Hoover), 54, 59 Hoover Criminals Gang,  insieme ai 112 Hoover Criminals Gang (chiamati anche Eleven Deuce),  mentre i 107 Hoover Criminals Gang si trovano a Portland, Oregon. In Texas, South Carolina, Louisiana e in Oklahoma possono essere trovati ulteriori set, come gli ED Hoover (Everyday Hoover), BayBayz, Raskals Hoover ed altri.

## Attività
La banda vanta un alto numero di attività illecite attualmente attive. Gli Hoover Criminals si occupano principalmente di spaccio di droghe leggere (marijuana, hashish) e anche pesanti, come la cocaina e la metanfetamina. Inoltre, sono molto conosciuti per l'alto numero di rapine di strada o di furti con scasso. Attività illegale di spicco che li differenzia da diverse bande di strada è il gioco d'azzardo illecito e il combattimento tra cani. Queste ultime attività sono il punto forte dei set di Portland, città completamente controllata dagli Hoover. In più, i Groovers gestiscono un asse di narcotraffico molto ampio da Portland a Los Angeles, che costituisce un forte pericolo secondo la polizia di Portland.

## Identificazione
L'elemento primario di identificazione utilizzato dai membri degli Hoover Criminals è il colore arancione, sebbene alcuni set (chiaramente quelli che hanno mantenuto il nome Hoover Crip) mantengono anche il colore blu in onore dei Crips. Nonostante i controlli serrati della polizia, che hanno costretto l'85% delle bande di strada a nascondere il più possibile i segni identificativi, gran parte dei set Hoover hanno mantenuto l'utilizzo di bandane, t-shirt, giacche e cappelli arancioni. Tra le giacche e i cappelli di baseball distintivi spicca quello degli Houston Astros, che ha una H disegnata frontalmente (che appunto, fa riferimento all'iniziale del nome della gang) e che riporta spesso il colore arancione, utilizzato moltissimo dai Groovers e anche dagli Hoover Crips. Come ogni altra banda di strada, gli Hoover delimitano le zone controllate tramite graffiti e tags. Le parole più frequenti che possono essere lette nelle tags dei membri della gang sono CK (che equivale a Crips Killa), BK,(che sta per Bloods Killa) SK(che sta per Sureños Killa), e NAPK, (che sta per Neighbourhood Crips Killa).
Per motivi ancora non ben definiti, i membri degli Hoover quando scrivono il nome della loro gang, spesso posizionano delle X sopra le lettere O, oppure le sostituiscono direttamente (es: Hxxver Criminals).

## Influenza culturale
Gli Hoover Criminals si sono fatti spazio anche all'interno della cultura hip hop, grazie al fatto che alcuni dei loro membri sono diventati dei rapper anche di grande fama. Tra questi, ci sono Z-Ro, Tyga e Schoolboy Q. Tutti e tre, fanno parte della gang 52 Hoover Criminals Gang, set numerosissimo nonché uno dei più potenti all'interno degli Stati Uniti. Tra le canzoni che fanno chiari riferimenti agli Hoover ci sono Hoover Street, di Schoolboy Q(nome che spesso viene scritto con la H maiuscola, forse appunto per riferirsi alla banda di appartenenza), Hard In The Paint e Well Done 2 di Tyga.